# كاثرين هانيغان
كاثرين هانيغان (بالإنجليزية: Katherine Hannigan)‏ (1962، لوكبورت في الولايات المتحدة)؛ كاتِبة مُتخصِّصة في أدب الأطفال، أستاذة جامعية وروائية أمريكية.